# Phyllostominae
Phyllostominae é uma subfamília de morcegos da família Phyllostomidae.  Possui 10 gêneros e 23 espécies. Os membros dessa subfamília ocorrem desde o México até o norte da Argentina. Estão ausentes da maioria das ilhas do Caribe, exceto Trinidad, apesar de Tonatia saurophila ter sido descrita com base em um fóssil da Jamaica. A sufamília Phyllostominae contém as espécies de filostomídeos mais adaptadas à carnivoria, mas muitas espécies também consomem néctar, pólen e frutos. Um dos membros da subfamília, Vampyrum spectrum, é o maior morcego das Américas e também o maior morcego não-Pteropodidae do mundo, podendo atingir 1 metro de envergadura.

## Taxonomia e Evolução
Filogenias moleculares evidenciaram que a subfamília Phyllostominae, como tradicionalmente concebida, era um táxon polifilético. Os gêneros Macrotus, Micronycteris, Lampronycteris, Lonchorhina, Trinycteris, Glyphonycteris e Neonycteris, tradicionalmente classificados em Phyllostominae hoje são classificados em outras subfamílias, deixando Phyllostominae stricto sensu com apenas 10 gêneros: Macrophyllum, Trachops, Gardnerycteris, Lophostoma, Tonatia, Phylloderma, Phyllostomus, Chrotopterus, Mimon e Vampyrum. Phyllostominae ainda é subdividida em três tribos: Macrophyllini, Phyllostomini e Vampyrini. 
Os fósseis mais antigos da subfamília são do Mioceno médio (entre 16-12 milhões de anos) de La Venta, Colômbia. São representados na localidade os gêneros Notonycteris † e Tonatia (ou Lophostoma). Recentemente foi descoberto um fóssil do Mioceno do Panamá, batizado de Americanycteris cyrtodon. Essa espécie extinta teria um tamanho similar ao Chrotopterus auritus, sendo claramente um Phyllostominae, mas não alocável no momento a alguma das três tribos reconhecidas.

## Classificação
- Tribo Macrophyllini Gray, 1866
  - Macrophyllum Gray, 1838
  - Trachops Gray, 1847
- Tribo Phyllostomini Gray, 1825
  - Gardnerycteris Hurtado & Pacheco, 2014
  - Lophostoma d'Orbigny, 1836
  - Tonatia Gray, 1827
  - Phylloderma Peters, 1865
  - Phyllostomus Lacépède, 1799
- Tribo Vampyrini Bonaparte, 1837
  - Chrotopterus Peters, 1865
  - Mimon Gray, 1847
  - Notonycteris † Savage, 1951
  - Vampyrum Rafinesque, 1815
- Tribo incertae sedis
  - Americanycteris † Morgan et al., 2023

## Características morfológicas
As espécies de Phyllostominae possuem desde um tamanho pequeno (6–9 gramas, em Macrophyllum) a grande em Vampyrum spectrum (126–190 gramas), a maior espécie de Phyllostomidae. Muitas espécies possuem molares dilambdodontes, ou seja, mantém a configuração em "W" primitiva em morcegos. A fórmula dentária das espécies dessa subfamília é:
{\displaystyle {\tfrac {2.1.2.3}{1-2.1.2-3.3}}}

A cauda geralmente é presente e atinge entre 1/3 à metade do uropatágio, que na maioria das espécies é bem desenvolvido. Em Vampyrum spectrum, a cauda é ausente, e Macrophyllum macrophyllum possui a cauda atingindo a extremidade posterior do uropatágio. A maioria das espécies possui orelhas relativamente grandes.

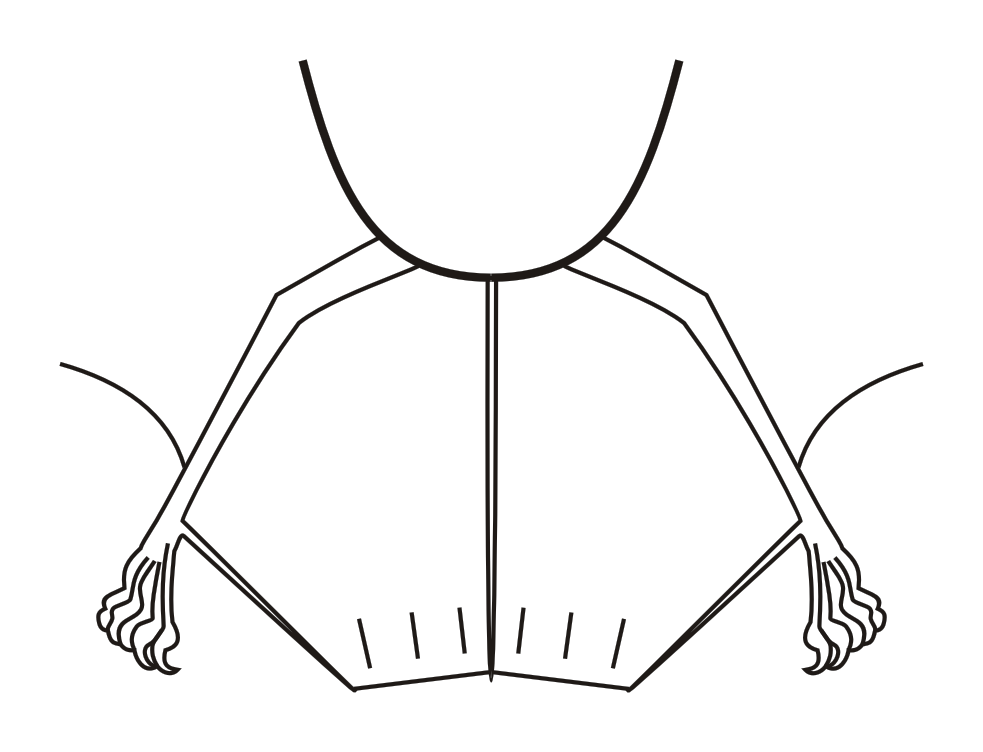
Membrana interfemoral e cauda em Macrophyllum
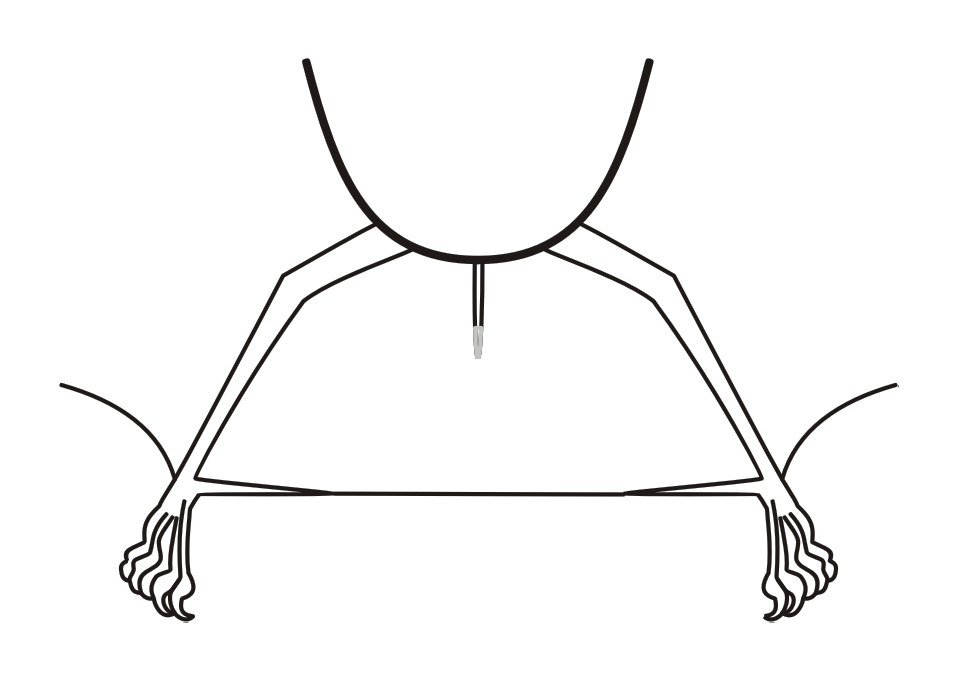
Membrana interfemoral e cauda em Trachops
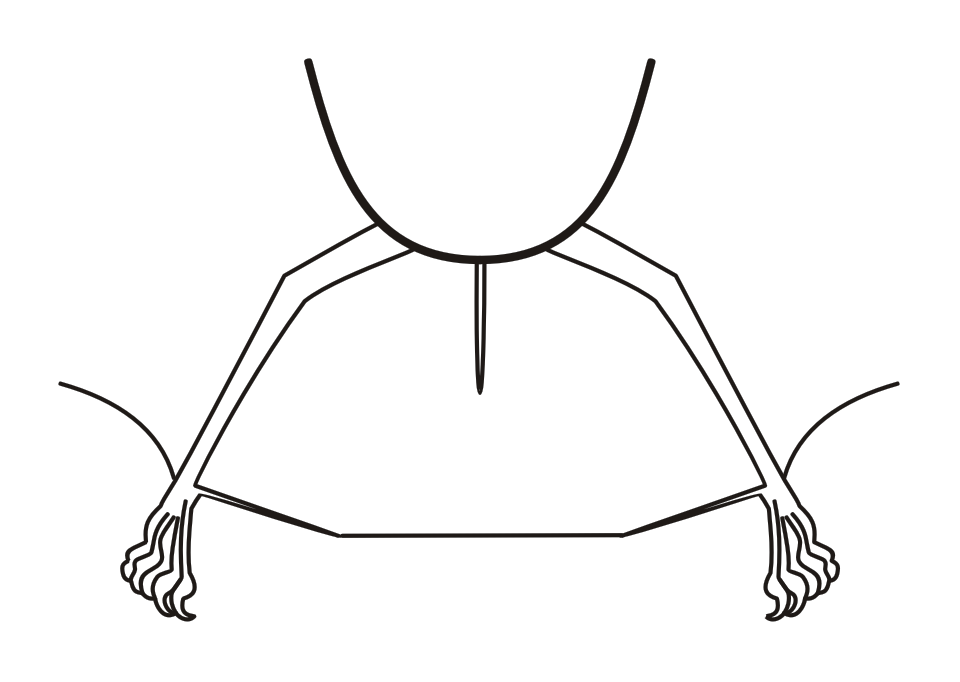
Membrana interfemoral e cauda em Mimon

## Ecologia
Estudos sugerem que os dois maiores morcegos da subfamília, Chrotopterus auritus e Vampyrum spectrum, sejam espécies monogâmicas. A terceira maior espécie, Phyllostomus hastatus, forma haréns (várias fêmeas e um único macho) e grupos de "solteiros", contendo uma proporção maior de machos em relação a fêmeas. Algumas espécies, como as do gênero Phyllostomus, possuem um dieta onívora, alimentando-se desde frutas até outros morcegos. Phyllostomus discolor é uma espécie altamente nectarívora e importante polinizador de algumas plantas. Vertebrados são itens frequentes na dieta das espécies maiores, como Vampyrum spectrum, Chrotopterus auritus e Trachops cirrhosus, este último conhecido por predar sapos. Já foram registradas 25 espécies de aves na dieta de Tonatia bidens na Ilha do Cardoso, São Paulo e 18 espécies de aves na dieta de Vampyrum spectrum na Costa Rica.
Os morcegos filostomíneos geralmente utilizam ocos de árvore, cavernas e paredões rochosos como abrigos naturais, mas algumas espécies, como Lophostoma silvicolum, podem se abrigar em cupinzeiros ativos, e Macrophyllum macrophyllum é frequentemente encontrado em construções humanas e canos de concreto próximos ou sobre cursos d'agua.